# Heden, Älvdalens kommun
Heden är en by i Särna socken i Älvdalens kommun. Orten ligger 7 km norr om Särna och 20 km söder om Idre längs riksväg 70 intill Österdalälven. Till och med år 2005 klassade SCB orten som en småort.

## Personer från orten
Heden är hemort för OS-medaljören och Vasaloppsvinnaren Per-Erik Hedlund.
1. 1 2 3  Småorternas landareal, folkmängd och invånare per km² 2005 och 2010, korrigerad 2012-10-15, SCB, 15 oktober 2012, läs online, läst: 9 juli 2016.[källa från Wikidata]
2. ↑  Kodnyckel för SCB:s statistiska tätorter och småorter - Koppling mellan gammalt och nytt kodsystem, SCB, 11 november 2021, läs online.[källa från Wikidata]